# قصر المحمدیه
قصر المحمدیه (عربی: قصر المحمدية) یک قصر متروک و پرت افتاده تکمیل ناشده است که در شهر المحمدیه در ۲۰ کیلومتری جنوب پایتخت تونس واقع شده‌است.

## تاریخچه
بنای این قصر در دوره اول خودش به عهد «مصطفی بای» برمی‌گردد بعد از آن توسط «احمد بای» که آرزو داشت یک قصر در سطح و مشابه قصر ورسای، بعد از دیدارش از فرانسه در سال ۱۸۴۸ و دیدن قصر ورسای بسازد، دچار یک سری تغییرات شد. وی شروع به ساختن و تغییرات در این قصر نمود و به‌طور بی‌سابقه‌ای شروع به وارد کردن سنگ مرمر از «کراراً» و کاشی و سفال از «نابولی» و آینه از «البندقیه» نمود. ساختن این قصر در این ابعاد نیاز به اموال و پول زیادی داشت که بخشی از آن را از طریق قرض گرفتن از کشورهای دیگر تأمین نمود که اینکار منجر به عمیق‌تر شدن ناتوانی مالی کشور شد. بعد از وفات احمد بای در سال ۱۸۵۵ میلادی کار ساختن این قصر متوقف شد و موادی که برای قصر تهیه و وارد شده بود برای درست کردن قصر محمد بای در المرسی مصرف گردید. این قصر همچنین به نام قصر الصالحیه نیز خوانده می‌شود که به‌علت قرار گرفتن مقبره ولی الصالح سیدی صالح قیدار در پشت این قصر می‌باشد.